# 番国
番国，作潘、鄱，己姓，遠古時代祝融八姓之一的昆吾之後，与楚國同源。西周及其以前的番國應在河南温縣附近。西周末年南遷到淮河上游，今河南信阳一帶；春秋早期以后，又東遷到河南固始、淮濱地區。西周中晚期，番國貴族就世代在周王室任要職，比如《詩·小雅·十月之什》的“番維司徒”。番氏也嫁女於周，与王室結爲亲戚。春秋中期曾作楚國附庸，後被吳國兼併，《左传·定公六年》，吳大子終纍敗楚舟師，獲潘子臣、小惟子及大夫七人。《史記·楚世家》云：吳復伐楊，取番。夫差曾在番國舊地與楚國征戰，史曰守番。
己姓为国姓，昆吾之后，与楚国君王同源。番國被楚附庸後，有公族仕楚，如楚穆王之師潘崇，楚莊王之太師潘尫。

## 國君
番伯官曾（番伯官曾𦉢，西周晚期）
番伯者孫（番伯者孫鬲，西周晚期）
番君𨠣伯（番君𨠣伯鬲，兩周之際）
番君□（番君□匜，春秋早期）
番君酓（番君酓匜，春秋早期前段）
番君者君（番君者君鼎，春秋早期後段）
番君伯攏（番君伯攏盤，春秋早中之際）
番君召（番君召簠，春秋早中之際）
鄱子成周（潘子成周編鐘）
潘子（《左傳·昭公十二年》，前530年）
潘子臣（《左傳·定公六年》，前504年）

## 古迹
- 番国故城遗址